# Mangas Coloradas
Mangas Coloradas, född cirka 1793, död 1863, var en ledare bland Chiricahuaapacherna vilken gjorde sig känd som en framstående krigsledare i strider med mexikaner och amerikaner.

## Utseende
Mangas Coloradas beskrevs av ett ögonvittne som: "en stor atletisk karl, betydligt över sex fot lång, med ett stort, brett huvud täckt med en utomordentligt kraftig hårväxt vilken nådde honom till midjan. Han hade breda axlar och en kraftig och muskulös bröstkorg. Han stod rak och gick med stolta steg och utgjorde ett lysande exempel på fysisk maskulinitet."

## Ledarskap
Historiska ledare bland Chiricahuaapacherna, som Mangas Coloradas, Cochise och Geronimo har felaktigt betecknas som hövdingar för ett band eller till och med som hövding för alla Chiricahuas, men de var i själva verket enbart ledare för en lokal grupp inom ett band, och även där var deras ledarskap inskränkt. De var utan tvekan den lokala gruppens mest inflytelserika person, men kunde inte utöva någon tvingande makt. De flesta beslut fattades efter överläggningar med den lokala gruppens familjeöverhuvuden. Ledarskapet var inte ärftligt och måste hela tiden bekräftas av de lokala gruppmedlemmarna som inte var tvingade att lyda. Mangas Coloradas cementerade sitt ledarskap och spred sitt inflytande genom att gifta bort tre av sina döttrar med inflytelserika män i grannskapet. En blev gift med Cochise och en med en navaholedare och en tredje blev bortgift till ett annat Chiricahuaband.

## Överfall
När Chiricahuas land hade avträtts av Mexiko till Förenta Staterna fortsatte apacherna sina traditionella överfall och slavjakter mot den bofasta befolkningen söder om den nya riksgränsen. Till att börja med rådde dock fredliga förhållanden mellan apacherna och amerikanerna. Mangas Coloradas mötte 1852 den amerikanske militärbefälhavaren, general Stephen W. Kearny och lovade vänskap med USA. Mangas svärson Cochise blev dock fiende till amerikanerna när några av hans närmaste släktingar blev tagna som gisslan och dödade av den amerikanska armén 1861. Mangas Coloradas förenade sig med Cochise i kampen mot amerikanerna.

## Tillfångatagen och dödad
Mangas Coloradas blev 1863 lockad i en fälla av en grupp civila jägare ledda av den gamle trappern Joseph Walker och överlämnades till de militära myndigheterna. Mangas förhördes av chefen och lämnades sedan under ständig bevakning i det fria. Mangas och hans två vakter låg på natten bredvid en eld. Ett ögonvittne berättade att han iakttog hur soldaterna värmde sina bajonetter i elden och brände Mangas med dem. När Mangas protesterade, sköt de honom med gevären, drog sedan sina revolvrar och sköt ytterligare två skott var i honom. Sedan Mangas dött blev han skalperad av en annan soldat och sedan begravd. Sedermera blev liket uppgrävt och den lokale militärläkaren skickade Mangas skalle till en frenolog i New York, som konstaterade att den var större än Daniel Websters. Flera år senare kom saken att undersökas, men den amerikanske militärbefälhavaren lämnade felaktiga uppgifter om händelsen och utredningen lades ned.